# Medinilla speciosa
A Medinilla speciosa a mirtuszvirágúak (Myrtales) rendjébe, ezen belül a díszlevélfafélék (Melastomataceae) családjába tartozó faj.

## Neve
Ennek az epifiton évelő növénynek a nemzetség nevét, J. de Medinilla-ról kapta, aki 1820-ban a Mariana-szigetek kormányzója volt.

## Előfordulása
A Medinilla speciosa eredeti előfordulási területe Borneó, Jáva és a Fülöp-szigetek. Borneón, a Malajziában levő Kinabalu Parkban is jelen van.

## Megjelenése
Ennek az örökzöld, elfásult ágazatú bokorszerű növénynek az átlagos magassága 45-60 centiméter. Az átellenes és bőrszerű tapintású levelei 20 centiméter hosszúak és 15 centiméter szélesek. Az erezetük jól látszik. A fürtökben ülő kis virágai élénk rózsaszínek.

## Életmódja
Főleg hegyvidéki növényfaj, mely az árnyékos helyeket és a nedves talajt kedveli. 300-750 méteres tengerszint feletti magasságok között él.

## Szaporodása
A virágzási időszaka kora nyártól őszig tart. Ha megtermékenyül, egy hónap múlva szőlőszerű termést hoz. A termés először rózsaszín, utána pedig liláskékre változik.

## Képek

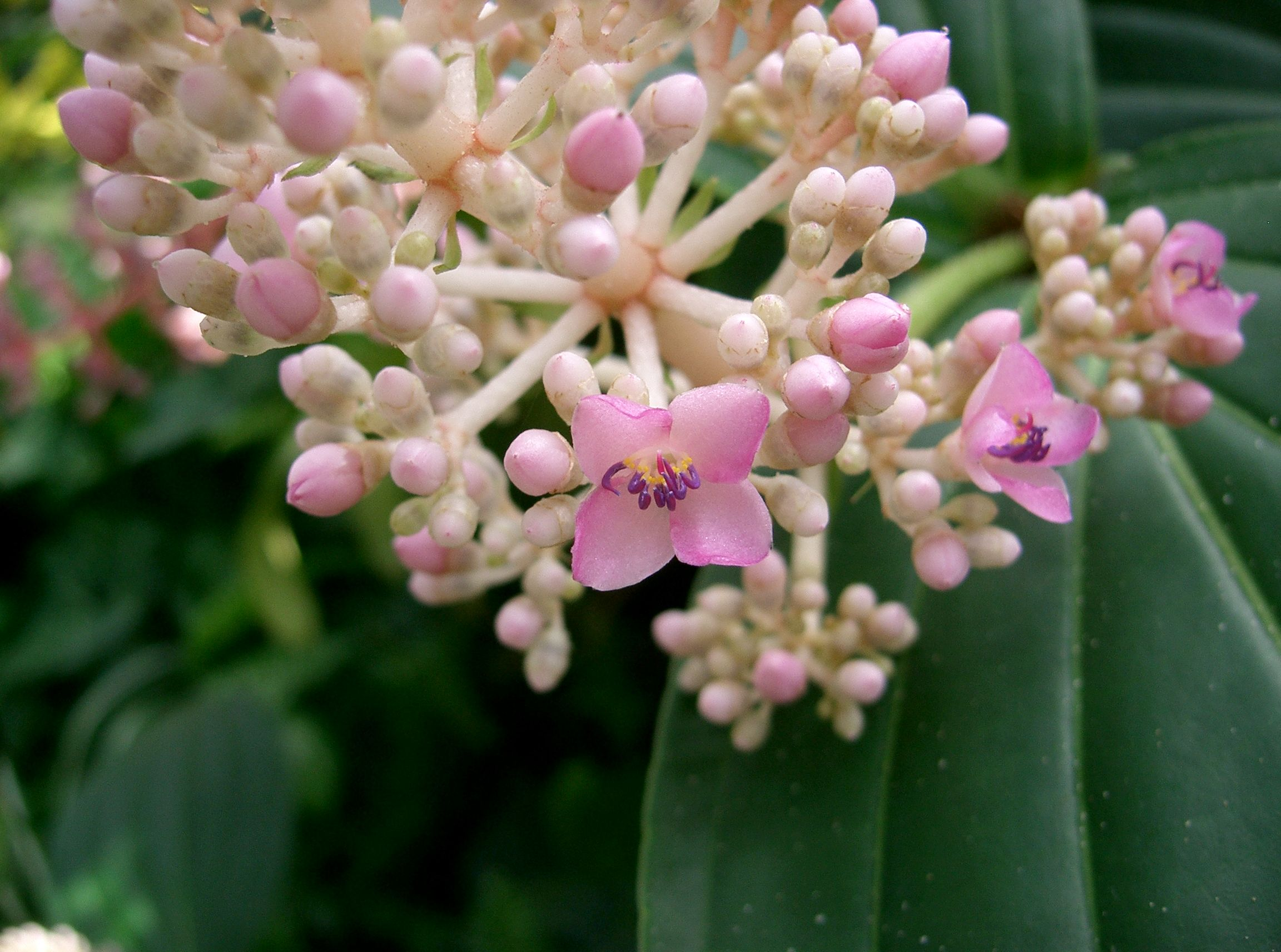
Virágai
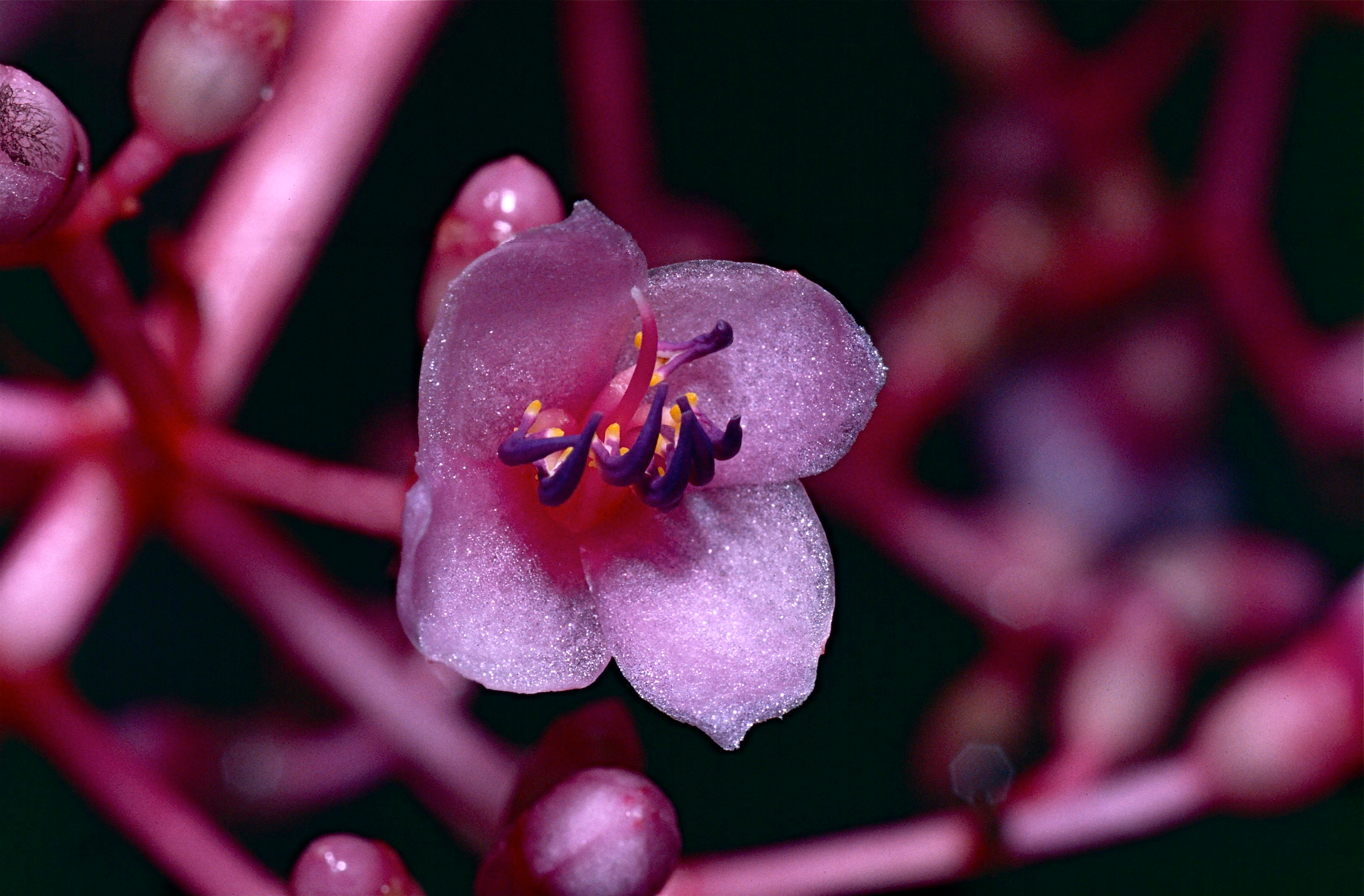
közelről
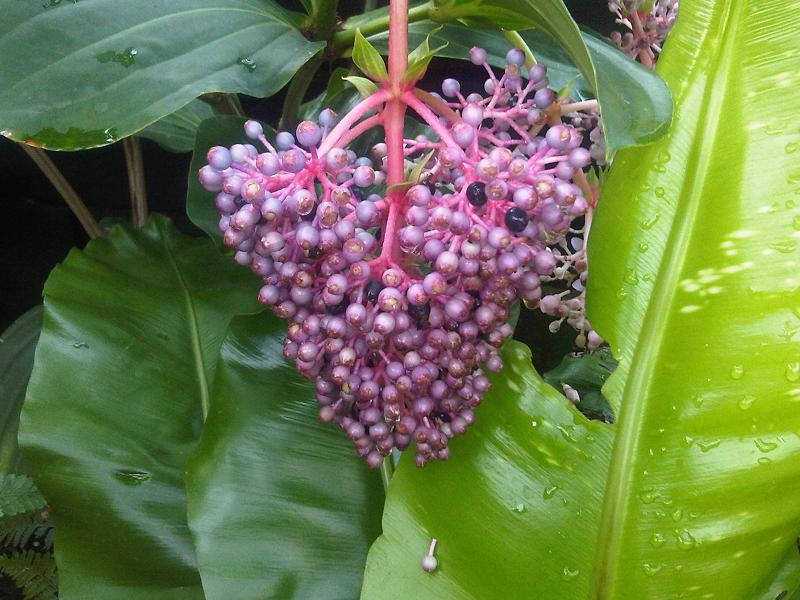
Termései
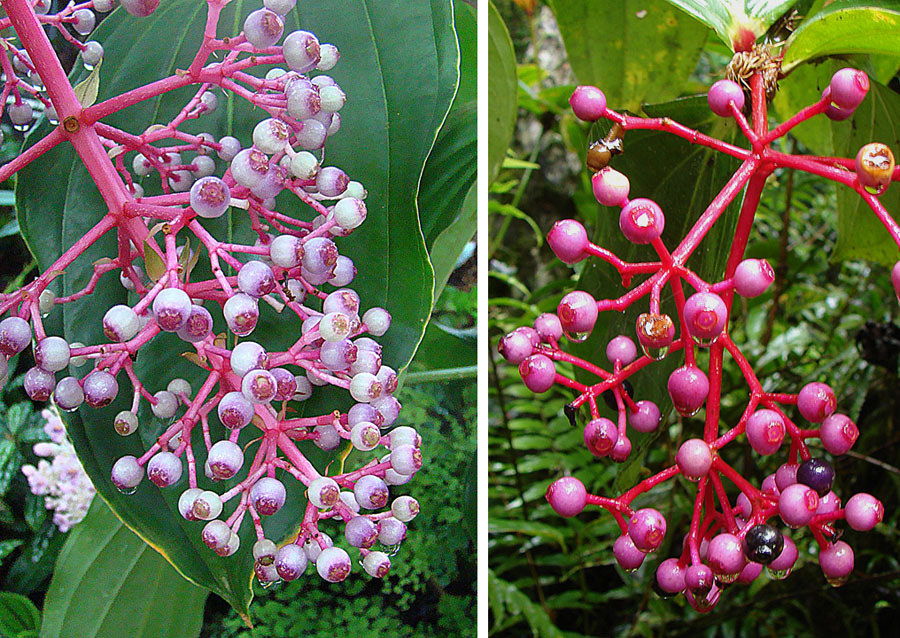

### Fordítás
- Ez a szócikk részben vagy egészben  a   Medinilla speciosa című angol Wikipédia-szócikk ezen változatának fordításán alapul.  Az eredeti cikk szerkesztőit annak laptörténete sorolja fel. Ez a jelzés csupán a megfogalmazás eredetét és a szerzői jogokat jelzi, nem szolgál a cikkben szereplő információk forrásmegjelöléseként.